# Всемирная корпорация триатлона
Всемирная корпорация триатлона (англ. World Triathlon Corporation или англ. WTC) является коммерческой организацией, принадлежащей Дальян Ванда Групп, которая организует, продвигает и лицензирует соревнования Ironman, Ironman 70.3, а также серию стартов по триатлону 5150. WTC является также владельцем многочисленных торговых брендов, связанных «Ironman» и используемых как в самой серии Ironman, так и в сочетании с различными товарами и услугами.

## История
В 1990 г. Джеймс П. Гиллс при участии Лью Фридланда за $3 миллиона купил у Валери Силк корпорацию триатлона Гавай (Hawaii Triathlon Corporation), которому принадлежал бренд Ironman. Имея бренд Ironman, Гиллс основал Всемирную корпорацию триатлона с целью развития триатлона как вида спорта и увеличения призовых для триатлетов. Бен Фертик, бывший вице-презицент компании Information Systems, присоединился к WTC в 2000 и стал активно участвовать в управлении организацией. Фертик стал главой WTC в 2004 году.
Во время президентства Фертика был создан формат «Ironman Live» (онлайн-трансляция соревнований Ironman), а сам WTC стал продакшн-компанией соревнований. В 2007 году WTC продолжил расширение серии Ironman на внутренние соревнования, первым из которых стал Ironman Луисвилл в штате Кентукки. За этим последовал запуск серии стартов Ironman 70.3 в Бойсе, штат Айдахо и Провиденсе, Род-Айленд.
В 2008 году Всемирная корпорация триатлона была приобретёна компанией Providence Equity Securities за $85 million. Providence Equity — это компания частного капитала, одним из членов правления которой является спортсмен Ironman. CEO компании Бен Фертик остался главой бизнеса. В начале следующего 2009 года WTC объявило о покупке соревнований Ironman, проводящихся в США, у компании North American Sports, основанной канадцем Грэмом Фрэйзером. По договорённости North American Sports будет организовывать соревнования Ironman в Coeur d’Alene, Лэйк Плэсиде, Висконсине, Флориде, Аризоне, Ironman 70.3 Калифорния и Ironman 70.3 Флорида.
31 мая 2011 года WTC сообщил, что Эндрю Мессик, бывший президент компании AEG, становится CEO Всемирной корпорации триатлона. Фертик продолжил свою деятельность в совете директоров и будет продолжать деятельность на только что созданной должности президента. Мессик, который сам является финишером Ironman, участвовал в создании и развитии велостарта Tour of California и многих других.
26 августа 2015 китайский конгломерат в сфере недвижимости и индустрии развлечений Dalian Wanda объявил о покупке WTC за 650 миллионов долларов, с прицелом на использование приобретения для создания первого международного соревнования по триатлону в Китае

### Покупка прав на проведение соревнований
В дополнение к компании North American Sports, поглощённой в 2009, WTC приобрёл ещё несколько стартов и компаний спортивного менеджмента
В феврале 2012 года WTC приобрёл компанию USM Events, владеющую австралийскими триатлон-стартами Geelong, Mooloolaba и Noosa, а также гонкой Sydney World Triathlon Series (WTS). USM Events также имела права и проводила полноценные старты дистанции Ironman, в австралийском Cairns под названием Challenge Cairns. Challenge, конкурент бренда Ironman, не захотел, чтобы WTC проводил одно из соревнований серии Challenge. В итоге Challenge разорвал свой контракт с USM и Challenge Cairns впоследствии превратился в Ironman Cairns. Покупка USM Events Всемирной корпорацией триатлона расширила азиатско-тихоокеанский сегмент рынка соревнований по триатлону. Покупка должна была отправить WTC под юрисдикцию Международного Союза Триатлона с гонкой Sydney WTS, но чиновники в Новом Южном Уэльсе использовали возможность не продлевать соглашение о проведении сиднейской гонки, сославшись на необходимость инвестиций в логистику.
В июне 2013 WTC купил фирму YWC Sports, частную компанию-организатора соревнований по триатлону и на выносливость в Дании. YWC Sports имела контракт с серией Challenge на проведение стартов по триатлону на длинной дистанции: Challenge Copenhagen и Challenge Aarhus. Однако генеральный директор серии Challenge Феликс Вальхшофер на захотел, чтобы WTC проводила соревнование под лицензией Challenge и поэтому разорвал соглашение с YWC, сославшись на продажу компании WTC. В результате гонка Challenge Copenhagen, назначанная на август 2013 года, прошла ребрендинг и стала Ironman Copenhagen, предоставив 50 мест в квалификации на Чемпионат Мира по триатлону Ironman — 2013 Ironman World Championships. Challenge Aarhus была заменена Ironman 70.3 Aarhus и впервые прошла в июне 2014 года.
Другие поглощения стартов включают:
- Optimum Sports Events (2015) — у владельцев старта Challenge Vichy
- SuperFrog, Inc. (2015) — многочисленные соревнования, включающие Superfrog Triathlon.[20]
- Firstwave Events, LLC. (2015) — Big Kahuna Triathlon и Santa Cruz Half Marathon[20]
- Auckland Marathon (2014)
- Lifesport Properties Inc. (2014) — у владельцев Subaru Western Triathlon Series
- Tritlon Spain SL (2014) — у владельцев Challenge Barcelona
- Columbia Triathlon Association, Inc. (2014) — гонка по лицензии Ironman у владельцев ChesapeakeMan
- XXtra Mile, LLC (2013) — у владельцев серии Danskin Triathlon Series, соревнования были переименованы в IronGirl.[21]
- 5430 Sports (2009) — многочисленные соревнования, включающие Boulder Peak Triathlon
- IronKids (2008) — серия гонок, принадлежащая Sara Lee Corporation с 1985 года.

## Лицензирование соревнований и товаров
WTC владеет правами на использование названия «Ironman» в связи с плаванием, велоспортом и бегом. Логотип используется для лицензирования соревнований по триатлону по всему миру. Первыми стартами под лицензией Ironman стали соревнования в Канаде, Новой Зеландии и Австралии — все были созданы в 1980-е. С этого времени лицензирование соревнований Ironman приобрело мировой масштаб, что стало возможно с созданием в 2005 году серии Ironman 70.3 и серии 5150 в 2011 году.
WTC предоставляет лицензии на использование Ironman Triathlon и соответствующий логотип различным компаниям для использования с их товарами. Примером такого лицензирования стало предоставление прав на логотип Ironman компании Timex Group USA для производства часов со встроенным GPS серии Timex Ironman Datalink.

## В России
1 августа 2020 года впервые проведены соревнования по триатлону Ironman в Санкт-Петербурге, ранее в России ни одного старта под эгидой WTC и брендом Ironman не проводилось. Отечественными аналогами серии можно считать:
- Серия международных[23] стартов IRONSTAR[24]
- Серия стартов 3Grom от известной компании 3sport.org Глава компании Михаил Громов, один из самых быстрых Ironman в России. В 2016 году серию 3Grom дополнили гонки: Спринт 3Grom и Олимпийская дистанция 3Grom.
- Лига триатлона - всероссийская суперсерия, организованная при поддержке Федерации Триатлона России.
- Серия стартов «Титан», проходящую под патронажем группы компаний «ЭВЭН» и её генерального директора, марафонца и финишёра триатлона Ironman, Алексея Ческидова[25][26]. Соревнования серии проходят под эгидой Федерации Триатлона России (ФТР)[27].
- А1 Триатлон в Санкт-Петербурге[28] (не проводится).